# Nowa Sikorska Huta
Nowa Sikorska Huta (kaszub. Nowô Sëkòrskô Hëta) – wieś w Polsce, w województwie pomorskim, w powiecie kartuskim, w gminie Stężyca, na Kaszubach. Wchodzi w skład sołectwa Sikorzyno.
Do 2023 miejscowość była kolonią wsi Sikorzyno.
W latach 1975–1998 kolonia administracyjnie należała do województwa gdańskiego.
Nowa Sikorska Huta na dzień 31 grudnia 2013 r. miała 88 stałych mieszkańców.

## Historia
Nowa Sikorska Huta, wymieniona po raz pierwszy przez opata kartuzów J. Schwengla jako Sikorzynska Hutta Nowa, potem źródła podają w kolejności Nowa Sikorska Huta, po ostatniej wojnie schematyzm diecezji chełmińskiej z roku 1975 błędnie Sikorskanowahuta, w ostatnim diecezji pelplińskiej z r. 1995 już poprawnie osobno Sikorska Nowa Huta, tak też w Obwieszczeniu WRN z r. 1951, Urząd Gminy posługuje się kolejnością członów Nowa Sikorska Huta. Księgi ławnicze Kościerzyny notują Sikorską Hutę od 1687.
Nazwa złożona: człon Sikorska od nazwy miejscowości Sikorzyno, Nowa w opozycji do Stara, Huta kulturowy, mówiący o tym, że i tu produkowano węgiel drzewny oraz smołę. Źródła historyczne wprost o tym nie mówią, jest to jednak wniosek analogiczny do innych licznych Hut na Pomorzu i na Kaszubach. Postać ze schematyzmu diecezjalnego z roku 1975 Sikorskanowahuta oddaje wiernie nazwę niemiecka SikorschinerNeuhutte. Niemcy pisali też Sikorschin-Neuhutte, hitlerowcy Sickener Neuhutte.